# Hlubočky-Mariánské Údolí (nádraží)
Hlubočky-Mariánské Údolí je železniční stanice v Mariánském Údolí, části obce Hlubočky v okrese Olomouc. Leží v km 10,846 neelektrizované jednokolejné železniční trati Olomouc – Opava východ mezi stanicemi Velká Bystřice a Hlubočky. V jízdním řádu pro rok 2025 ji obsluhují pravidelné osobní vlaky Českých drah na lince M5 ve směru Olomouc hl. n. nebo Hrubá voda (a Moravský Beroun). Ve stanici zastavují rychlíky na lince R27, která v dvouhodinovém taktu spojuje Olomouc a Opavu (či Ostravu).

## Historie
Výstavba trati (Moravsko-slezská ústřední dráha) začala v roce 1870 a skončila o dva roky později. Pro nákladní dopravu se trať otevřela 1. října 1872 a osobní doprava začala o dva týdny později. Zastávka v Mariánském údolí byla otevřena pod původním německým názvem Marienthal a předána do užívání 6. srpna 1873.
Na období 2024–25 byla naplánována rekonstrukce stanice. Rekonstrukce měla začít v polovině roku 2024 a být hotová v průběhu roku 2025. Odhad ceny byl 21,5 milionů korun. Proměnou projde zejména výpravní budova, která bude zateplena. Plánuje se odbourání přízemní části budovy s kotelnou a uhelnou. Vytápění bude mít na starost nové tepelné čerpadlo a střešní fotovoltaické panely. Rekonstrukce se bude týkat čekárny pro cestující, která bude společně s prodejem jízdenek a toaletami přesunuta. Cestujícím bude sloužit nový informační a orientační systém a rekonstruované toalety. Plány na rekonstrukci existovaly už v roce 2018. Tehdy byl odhad realizace 2018–19 a cena 7,5 milionů korun.

## Popis
Stanice je zařazena do Integrovaného dopravního systému Olomouckého kraje (zóny 75 a 105). Není bezbariérově přístupná. Ke stanici patří opuštěná původní výpravní budova a novější stavba z 20. století. V novější budově se nachází pokladna, kde probíhá prodej jízdenek. Cestujícím je k dispozici čekárna, bariérové WC a venkovní parkoviště.
Ve stanici jsou celkem dvě nástupiště. Obě jsou úrovňová a přístup na ně je po centrálním přechodu. Celkem jsou ve stanici dvě dopravní koleje, od výpravní budovy očíslované 1 a 3. Dále je zde kolej 2, která se nachází nejblíže budovy a jedná se o kolej manipulační. Vstup na nástupiště a do budovy stanice není bezbariérový.
V areálu stanice se od hlavní trati oddělují dvě vlečky. Jedná se o vlečku do areálu firmy MORA MORAVIA, s.r.o. o celkové délce 2,052 km, která se odděluje z 2. koleje. Druhá vlečka se odděluje v olomouckém zhlaví z koleje č. 3. Jedná se o vojenskou vlečku, která slouží pro zásobování vojenského újezdu Libavá. Provozuje ji Armádní Servisní, příspěvková organizace.

## Poloha

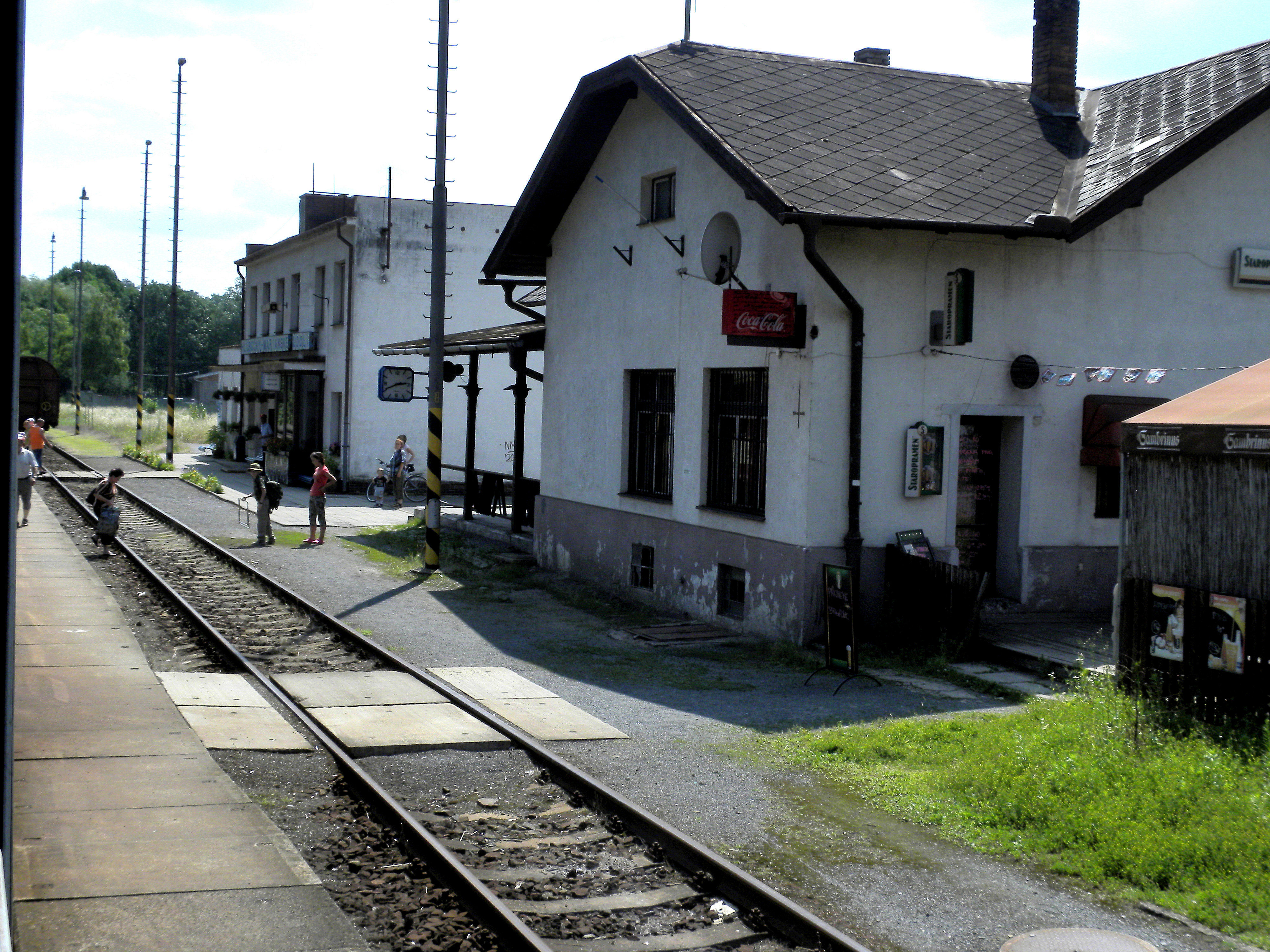
Pohled na obě staniční budovy (v popředí ta původní)

Stanice leží v jižní části obce Hlubočky, v její části Mariánské Údolí. Budovy stojí na ulici Nádražní, konkrétně č.p. 396 a 397.
Kolejiště ve směru na Krnov kříží silnici III. třídy. Jedná se o železniční přejezd P7529 zabezpečený světelným přejezdovým zabezpečovacím zařízením se závorami.